# اهوالالکو
اهوالالکو (به اسپانیایی: Ahualulco) یک منطقهٔ مسکونی در مکزیک است که در سن لوئیس پوتوسی واقع شده‌است. از سال 2010 ، جمعیت کل این منظقه 4،492 نفر بود. این مکان زادگاه آهنگساز جولیان کاریلو بود.